# D-sedoheptuloza 7-fosfatna izomeraza
-sedoheptuloza 7-fosfatna izomeraza (EC 5.3.1.28, sedoheptuloza-7-fosfat izomeraza, fosfoheptoza izomeraza, gmhA (gen), lpcA (gen)) je enzim sa sistematskim imenom D-glicero--mano-heptoza 7-fosfat aldoza-ketoza-izomeraza. Ovaj enzim katalizuje sledeću hemijsku reakciju
-sedoheptuloza 7-fosfat {\displaystyle \rightleftharpoons } -glicero--mano-heptoza 7-fosfat
Kod Gram-negativih bakterija ovaj enzim učestvuje u biosintezi ADP-L-glicero-beta-D-mano-heptoze.

## Literatura
- Nicholas C. Price; Lewis Stevens (1999). Fundamentals of Enzymology: The Cell and Molecular Biology of Catalytic Proteins (Third изд.). USA: Oxford University Press. ISBN 019850229X.
- Eric J. Toone (2006). Advances in Enzymology and Related Areas of Molecular Biology, Protein Evolution (Volume 75 изд.). Wiley-Interscience. ISBN 0471205036.
- Branden C; Tooze J. Introduction to Protein Structure. New York, NY: Garland Publishing. ISBN 0-8153-2305-0.
- Irwin H. Segel. Enzyme Kinetics: Behavior and Analysis of Rapid Equilibrium and Steady-State Enzyme Systems (Book 44 изд.). Wiley Classics Library. ISBN 0471303097.

## Spoljašnje veze
- D-sedoheptulose+7-phosphate+isomerase на 